# La machine à remonter le temps
La machine à remonter le temps (vertaling: tijdmachine) is een verzamelalbum van Nemo. Het album bestaat uit twee compact discs met oude tracks in een nieuwe mix, onuitgebracht materiaal en opnieuw opgenomen stukken en een dvd van een optreden  in een klein zaaltje in het gemeenschapshuis (Maison pour Tous) te Chadrac. Nemo is een muziekgroep die puur Franstalige teksten schrijft en van een internationale doorbraak zal het niet echt komen, daarvoor vormen Wallonië en enkele grote gebieden in Canada naast Frankrijk een te beperkt afzetgebied. Het geheel verscheen in een oplage van 1000 stuks.

## DVD

### Musici
- Jean-Pierre Louveton – gitaar, zang
- Guillaume Fontaine – toetsinstrumenten
- Lionel B. Guichard – basgitaar
- Jean-Baptiste Itier – slagwerk
- David Zmyslowsky - gitaar

## Muziek
| Nr. | Titel                                   | Duur  |
| --- | --------------------------------------- | ----- |
| 1.  | Intro/Phileas partie 1 (départ, Europe) | 8:05  |
| 2.  | Miroirs                                 | 6:42  |
| 3.  | Meme peau, meme destin                  | 9:28  |
| 4.  | Apprentis sorciers                      | 20:40 |
| 5.  | Phileas part 2 (les fleuves sacrés)     | 3:53  |
| 6.  | La mort du scorpion partie 3            | 8:20  |
| 7.  | Tous les chemins                        | 10:40 |
| 8.  | Barbares                                | 26:28 |
| 9.  | Les enfants rois                        | 7:50  |
| 10. | Phileas partie 4 (Nouveau monde)        | 8:29  |

## Cd

### Musici
- Jean-Pierre Louveton – gitaar, zang
- Guillaume Fontaine – toetsinstrumenten
- Lionel B. Guichard – basgitaar
- Jean-Baptiste Itier – slagwerk

met
- Benoit Soignon – basgitaar
- Johanna Sobrzak – viool
- Nicolas Boinon - cello

## Muziek
| Nr. | Titel                                         | Duur  |
| --- | --------------------------------------------- | ----- |
| 1.  | La machine à remonter le temps (nieuwe track) | 6:46  |
| 2.  | 19:59 (remix)                                 | 6:50  |
| 3.  | Barbares (remix)                              | 25:43 |
| 4.  | Les enfants rois (singleversie)               | 2:47  |
| 5.  | Reflets (remix)                               | 10:43 |
| 6.  | Une question de prix (originele versie)       | 6:34  |
| 7.  | Une question de temps (originele versie)      | 5:20  |
| 8.  | Ici, maintenant (remix)                       | 6:28  |

| Nr. | Titel                                   | Duur  |
| --- | --------------------------------------- | ----- |
| 1.  | Miroirs (remix)                         | 6:31  |
| 2.  | Si (live-versie remix)                  | 7:38  |
| 3.  | 1914 (remix)                            | 7;38  |
| 4.  | O.g.r.e. (remix)                        | 4:57  |
| 5.  | Les temps moderne (remix)               | 8:00  |
| 6.  | La dernière vague (nieuwe opname)       | 14:17 |
| 7.  | Générateur (nieuwe opname)              | 4:43  |
| 8.  | As dessus des pyramides (nieuwe opname) | 5:52  |
| 9.  | Dans la lune encore (nieuwe opname)     | 6:50  |
| 10. | Et la vie continue (nieuw track)        | 5:13  |